# مرکز نمایشگاهی و همایشی هنگ‌کنگ

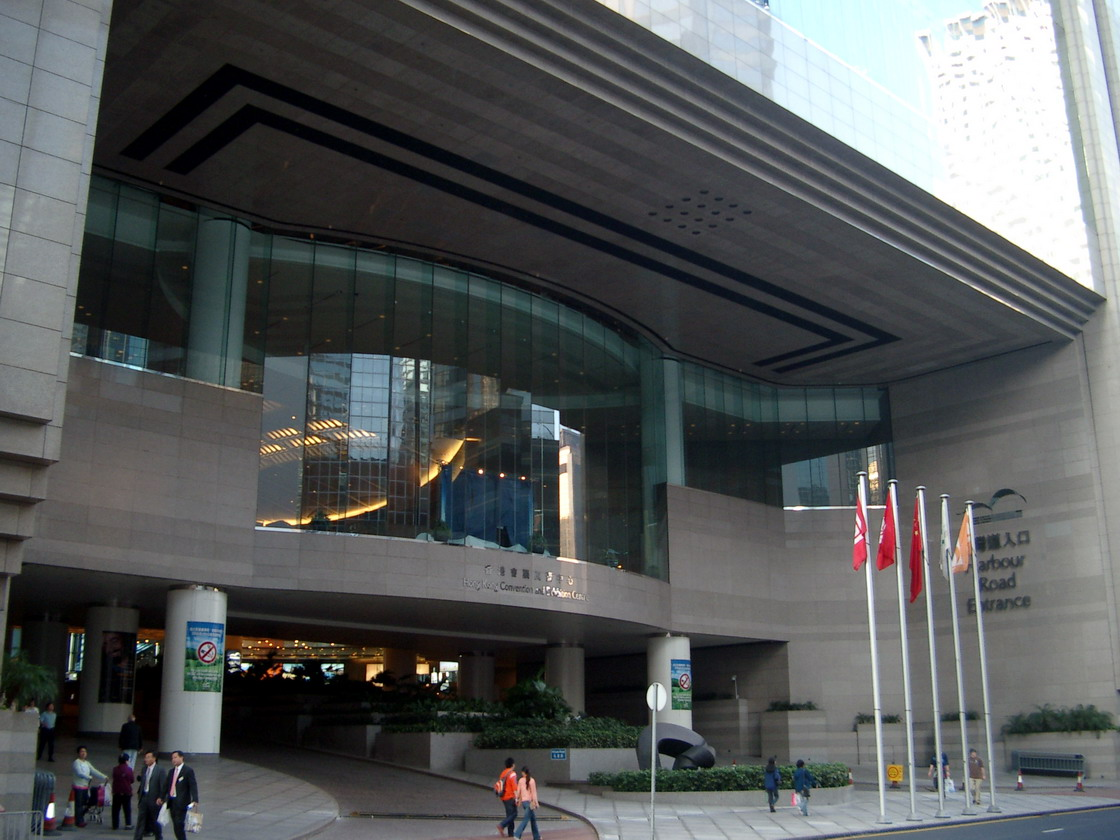
ورودی جاده بندرگاه

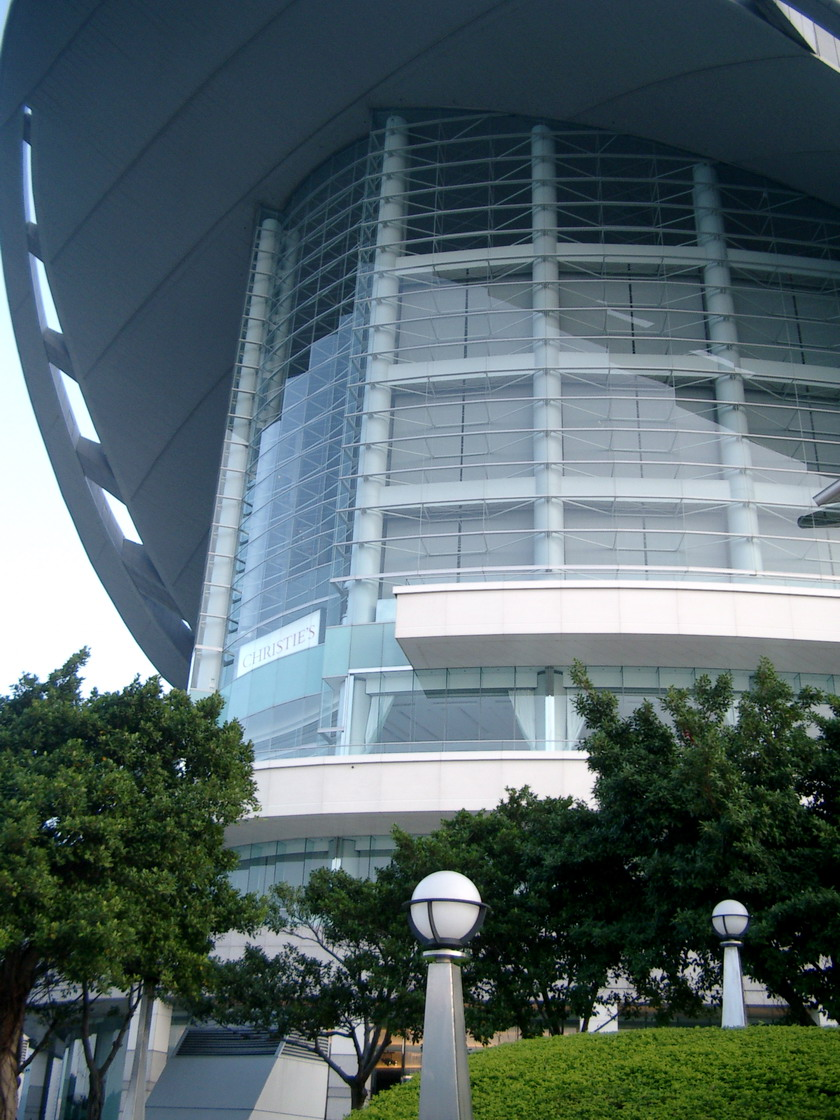
فاز دوم

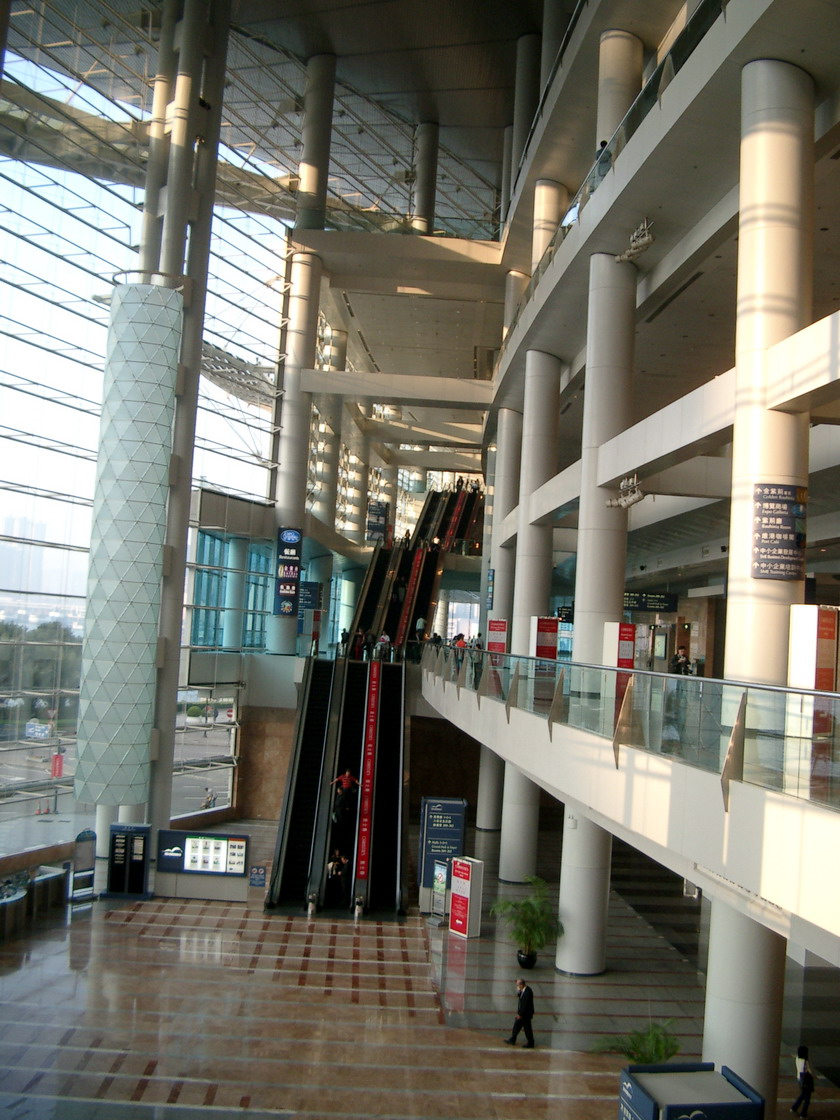
نمای داخلی فاز دوم

مرکز نمایشگاهی و همایشی هنگ‌کنگ (به انگلیسی: Hong Kong Convention and Exhibition Centre (HKCEC)) (به چینی: 香港會議展覽中心) یکی از دو محل نمایشگاهی و همایشی مهم در کنار ایژاورلد-اکسپو در هنگ‌کنگ می‌باشد که در وان چای در شمال جزیره هنگ‌کنگ واقع شده. ساختمان در امتداد بندرگاه ویکتوریا ساخته شده و بواسطه پیاده‌روها و گردشگاه‌ها به هتل‌ها و ساختمان‌های تجاری مجاور متصل است.
نمایشگاه با همکاری شرکت اسکیدمور، اوینگز و مریل (سام یا SOM LLP) و شرکت وانگ و اویانگ(هنگ‌کنگ) ال‌تی‌دی طراحی شد. به عنوان شریک سام در طراحی، لری اولتمنس طراحی پروژه را رهبری کرد.
این مرکز نباید با مرکز نمایشگاهی هنگ‌کنگ که هر دو در یک منطقه قرار گرفته‌اند اشتباه گرفته شود.

## امکانات همایشگاه
- ۵ تالار نمایشگاهی: ۵۳۲۹۲ مترمربع
- ۲ تالار همایشی: ۵۶۹۹ مترمربع، در کل ۶۱۰۰ کرسی
- ۲ تئاتر: ۸۰۰ مترمربع، در کل ۱۰۰۰ کرسی
- ۵۲ اتاق نشست (میتینگ روم): ۶۰۰۴ مترمربع
- پرفانکشن ایریا یا فضای پیشواز که می‌تواند برای پذیرایی یا ثبت نام پیش از همایش استفاده شود: ۸۰۰۰ مترمربع
- ۷ رستوران: در کل ۱۸۷۰ کرسی
- مرکز تجاری و بازرگانی: ۱۵۰ مترمربع
- پارکینگ: برای ۱۳۰۰ ماشین و ۵۰ ون
- کل فضای قابل اجاره دهی: ۹۲۰۶۱ مترمربع
- ظرفیت: ۱۴۰۰۰۰ بازدیدکننده در هر روز

## رویدادهای ثابت یا سالانه
سالانه رویدادهای متعددی در HKCEC برگزار می‌شود شامل نمایشگاه‌ها، اجلاس‌ها یا همایش‌ها، مهمانی‌ها و رویدادهای ویژه دیگر.
این مرکز سالانه بیش از ۴۵ نمایشگاه تجاری را برای خریداران از بیش از ۱۰۰ کشور را میزبانی می‌کند، شامل بزرگترین نمایشگاه چرم در جهان و نمایشگاه ساعت مچی و ساعت. بزرگترین نمایشگاه‌های بین‌المللی در آسیا به طور ثابت و منظم برای هدایا (هدیه‌جات)، اسباب بازی، مد، جواهرات، الکترونیک و محصولات اپتیکال.
همچنین HKCEC تجهیزات لازم برای ویدئو کنفرانس، کنفرانس راه دور یا تلکنفرانس، لینک‌های ماهواره‌ای، ترجمه همزمان حداکثر تا ۸ زبان، تجهیزات دید و شنودی یا صوتی تصویری و فضای ثبت نام سالن انتظار.
همچنین مراسم انتقال هنگ‌کنگ از بریتانیا به چین در این مرکز انجام شد که به عنوان پایان فرمانروایی استعماری بریتانیا مطرح می‌شود.
ششمین کنفرانس وزرای تجارت جهانی(WTO) از ۱۳ تا ۱۸ دسامبر ۲۰۰۵ در HKCEC بود. مرکز ان‌جی‌او در «فاز یک» این مرکز قرار دارد. این اولین باری ست که کنفرانس دبلیوتی‌او و مرکز ان‌جی‌او زیر یک سقف در جریان کنفرانس جمع شدند.

## نکات
1. ↑  Hong Kong Trade Development Council